# Stage Entertainment
Stage Entertainment est une société internationale de divertissement, filiale d'Advance Publications. L'entreprise a été fondée en 1998 par Joop van den Ende (en) à Amsterdam.

## Histoire

### Pays-Bas / Entreprise

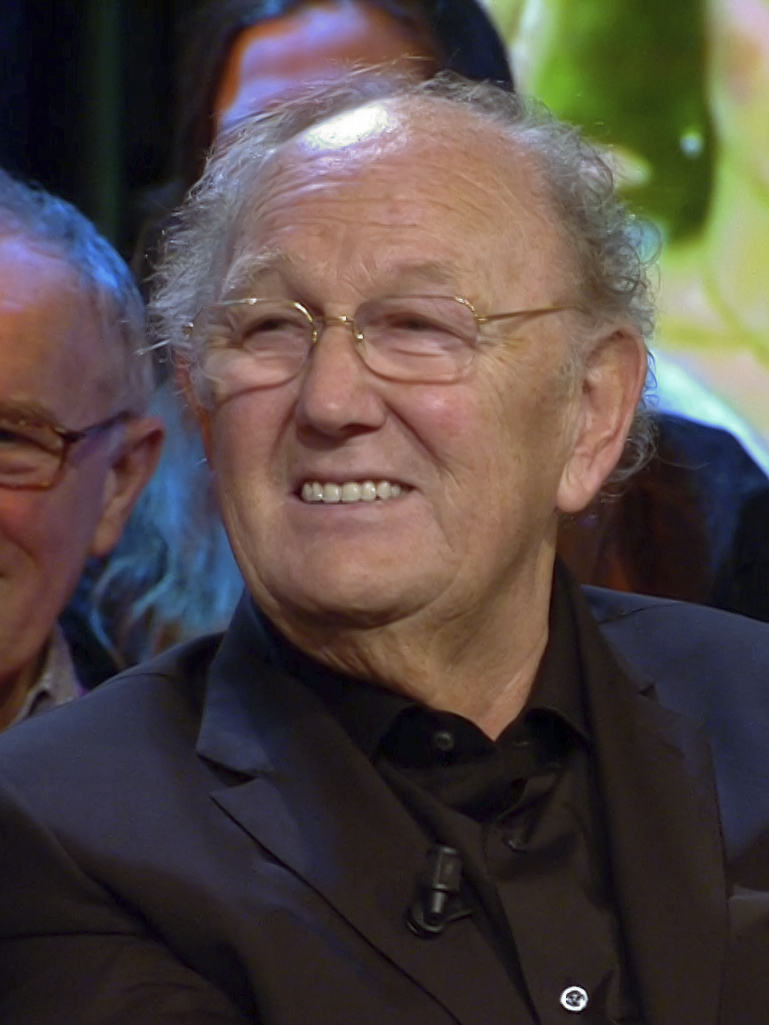
Joop van den Ende, fondateur de Stage Entertainment

Les racines de la société se trouvent aux Pays-Bas dans les années 1970, lorsque Joop van den Ende (en) - jusque-là agent et producteur de télévision - a commencé à produire des pièces de théâtre. Dans les premières années, il a principalement produit des œuvres théâtrales et des comédies. Cela a changé à la fin des années 1980 quand il a découvert qu'il y avait une demande pour les comédies musicales américaines et son premier essai dans ce domaine était avec la comédie musicale Barnum en 1988. Plusieurs comédies musicales ont suivi, avec des titres comme Sweet Charity et Cabaret. En raison du succès de ces productions, Van den Ende mise double sur les comédies musicales, avec une ligne de réservation dédiée en 1990, et ouvre un théâtre à La Haye appelé Circustheater en 1991 avec sa propre comédie musicale Cyrano: The Musical en 1993.

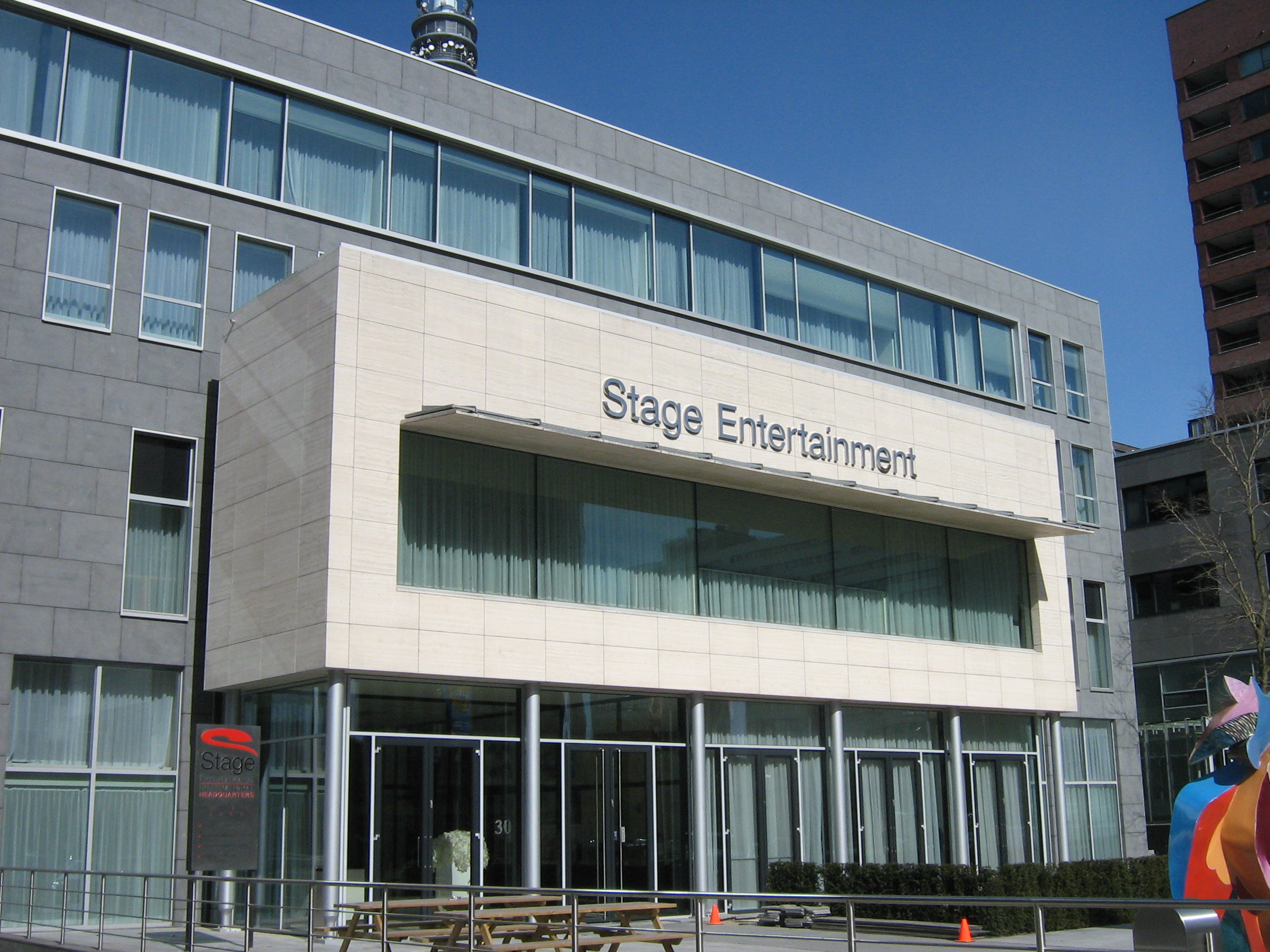
Siège social de Stage Entertainment à Amsterdam

Van den Ende et John de Mol - jusque-là les deux plus grands concurrents - ont décidé de fusionner leurs sociétés dans Endemol en 1993, tous les divertissements en direct ont été intégrés à la division Endemol Live Entertainment. La société est devenue partiellement publique en 1996 et en raison des revenus incertains du divertissement en direct, une partie du conseil d'administration et des actionnaires étaient mécontents de la division et voulaient se concentrer uniquement sur les productions télévisuelles pour créer un flux constant de revenus. En 1998, van den Ende a décidé de racheter la totalité de la division Endemol Live Entertainment pour 169,5 millions de ƒ et de former une nouvelle société appelée Stage Holding, qui sera rebaptisée Stage Entertainment en 2005. Cette même année, la construction d'un deuxième théâtre à Utrecht a commencé. Le Beatrix Theatre a ouvert en 1999. Van den Ende est resté membre du conseil d'administration et actionnaire d'Endemol jusqu'en 2000, date à laquelle Telefonica a acquis la société entière pour 5,3 milliards de dollars. Après la vente, van den Ende a pu se concentrer entièrement sur sa nouvelle société qu'il voulait développer en une entreprise internationale se concentrant sur la possession de théâtres et la production de comédies musicales. Pour ce faire, il a conclu des accords de licence avec Disney Theatrical, Little Star, Cameron Mackintosh, Really Useful Group et Vereinigte Bühnen Wien pour leurs productions. Outre la production de comédies musicales tierces, la société a également commencé à créer ses propres comédies musicales pour le marché néerlandais, allemand et international, telles que 3 Musketeers, Sister Act, Petticoat et Tina: The Tina Turner Musical.
Le concurrent néerlandais Albert Verlinde Entertainment - une société spécialisée dans les productions de tournées - a été acquis en 2015 et van den Ende a nommé Albert Verlinde directeur général de la filiale néerlandaise. La même année, il vend 60% de Stage Entertainment à CVC Capital Partners, il ne restera que conseiller de la société et actionnaire à 40%. Stage Entertainment a de nouveau été vendu en 2018, cette fois la société entière a été achetée par Advance Publications.

### États-Unis
À la suite du succès néerlandais de Cyrano, van den Ende a décidé d'amener la comédie musicale à Broadway en 1994. La production a été un flop critique et financier, mais elle a donné à van den Ende la chance de coproduire plusieurs autres titres dans les années suivantes, comme Victor / Victoria, Titanic et Hamlet.
En 1996, Endemol a acheté Holiday on Ice, un an plus tard, la société a conclu une coentreprise avec Dodger Theatrical et a formé Dodger Endemol Theatricals. La coentreprise a créé plusieurs comédies musicales et a également établi un complexe de théâtre dans Hell's Kitchen de New York nommé New World Stages (Dodger Stages à l'ouverture) en 2004. Stage Entertainment a pris le contrôle total du complexe en 2006, ils l'ont vendu en 2014 à la Shubert Organization,.

### Allemagne
En 2001, la société est entrée en Allemagne lors de l'acquisition du Colosseum Theatre à Essen et du Theatre im Hafen à Hambourg, où Elizabeth et Le Roi Lion ont ouvert respectivement. Jusque-là, le marché allemand était en grande partie desservi par Stella AG, mais cette société a connu de graves problèmes financiers et a cessé ses activités en 2002. Van den Ende a acquis une grande partie de ses actifs, notamment des théâtres et des productions en cours d'exécution, faisant de Stage Entertainment directement l'une des principales sociétés de divertissement. Dans les années suivantes, la compagnie s'agrandit et acquiert plusieurs nouveaux théâtres à Berlin (Theatre des Westens en 2003 et Stage Bluemax Theatre en 2007), Oberhausen (Théâtre Metronom en 2005), Munich (Théâtre Werk7 en 2018) et construit un quatrième théâtre à Hambourg (Stage Theatre an der Elbe en 2015). Après que CVC Capital Partners en 2015 et Advance Publications en 2018 aient pris le contrôle de la société, plusieurs cinémas ont été laissés vacants ou vendus,. Stage Entertainment a créé plusieurs comédies musicales pour le marché allemand comme Ich War Noch Niemals in New York, Hinterm Horizont et Der Schuh des Manitu.
Stage Entertainment et ID&T ont lancé une coentreprise en 2005 pour produire une version allemande du festival Sensation, la combinaison a échoué et a donc été dissoute après seulement deux ans.

### Royaume-Uni
Après les Pays-Bas, les États-Unis d'Amérique et l'Allemagne, la société a ouvert un bureau dans le West End de Londres en 2002, où elle a produit des spectacles comme Fame et Blue Man Group. Adam Spiegel Productions a été acquis en 2006, l'année suivant l'acquisition, la société a signé un bail à long terme pour le Shaftesbury Theatre, pour leur production de Hairspray. Adam Spiegel et Stage Entertainment se sont séparés au début des années 2010, tous deux restant actifs sur West End,.

### Espagne

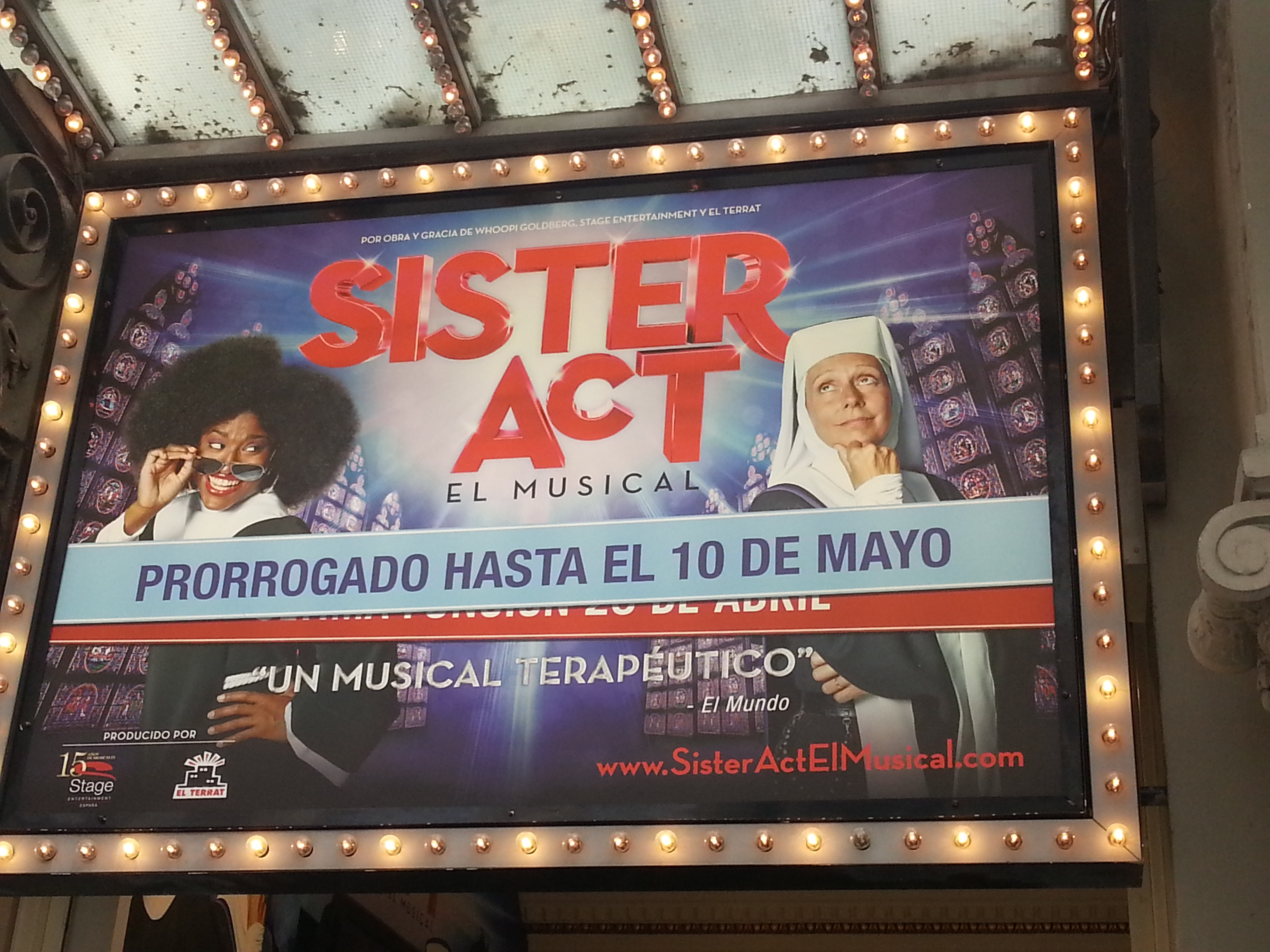
Affiche de Sister Act à Barcelone au Teatre Tivoli, en 2015.

Joop van den Ende est entré sur le marché espagnol en 2003 via une coentreprise avec la CIE déjà active en Espagne, le rapprochement a duré jusqu'en 2005 lorsque Stage Entertainment a acquis la participation de CIE et en est devenu l'unique propriétaire. La majorité des productions ont été jouées au Teatro Coliseum et au Teatro Lope de Vega de Madrid, qu'ils louaient. Avec Rockspring, les deux théâtres ont été acquis en 2017, la société recherche également activement un troisième théâtre à Madrid à acquérir,.

### Russie
Le marché russe est entré en 2004 avec un bail du théâtre MDM à Moscou, avec un deuxième théâtre qui a suivi en 2012 le Rossia Theatre. Après l'acquisition par Advance Publication en 2018, aucun nouveau spectacle n'a été produit et les baux des deux salles n'ont pas été renouvelés, mettant fin aux activités russes bien que cela n'ait jamais été confirmé par la société.

### France
Stage Entertainment a acquis le Théâtre Mogador en 2005 et l'a rénové jusqu'en 2007, date à laquelle ils l'ont rouvert avec Le Roi Lion. La compagnie loue également souvent d'autres théâtres pour leurs productions, comme Les Folies Bergère en 2006 pour Cabaret.

### Italie
Grâce à l'acquisition du Teatro Nazionale à Milan, la société souhaite pénétrer le marché italien, reflétant ainsi leur approche dans d'autres pays. Après une rénovation, le théâtre a rouvert en 2009 avec La Belle et la Bête. De 2009 à 2012, la société a également exploité un théâtre à Rome, mais ce bail n'a pas été renouvelé.